# Konzervacija stakla
Konzervacija stakla djelatnost je posvećena očuvanju kako povijesnih tako i arheoloških predmeta od stakla. Temeljni principi konzervacije stakla jednaki su kao i kod drugih predmeta kulturne baštine, znači prije svega usmjerenost k poštovanju i što boljem očuvanju izvornosti samog predmeta na kojem se radi. Reverzibilnost te uočljivost rekonstruiranih dijelova kao i mogućnost ponavljanja zahvata također su vrlo važne. Konzervator restaurator stakla mora poznavati osnove tehnologije stakla, povijest staklarskog umijeća, temeljne uzroke propadanja staklenih predmeta te barem osnove arheologije i povijesti umjetnosti. Vrlo je važno i poznavanje suvremene teorije i prakse konzerviranja-restauriranja stakla, konzervatorske etike, te osnova znanstvenog ispitivanja predmeta.

## Povijest stakla
Povijest proizvodnje stakla počinje prije oko 3500 godina prije Krista na području Mezopotamije - o tome svjedoče prve recepture za izradu stakla. Sam termin, bolje rečeno njegova inačica glass, koja je korištena u germanskim jezicima nastala je u kasnorimskom carstvu, u rimskom staklarskom proizvodnom centru u Trieru, današnja Njemačka. Podrijetlo riječi bilo bi od njemačkog izraza glesum, koji je označavao prozirnu i sjajnu tvar. Hrvatska pak riječ potiče od praslavenskog izraza steklo.

## Osnovne tehnike obrade
- oblikovanje na jezgri - zajedno s lijevanjem u kalup i brušenjem jedna od prvih tehnika obrade

- puhano staklo - otkriveno od strane Feničana oko 50 godine prije Krista

- lijevanje u kalup i brušenje - jedna od najstarijih tehnika

- prešano staklo - otkriveno oko 1820. u Americi

- strojno puhano staklo - razvijeno za potrebe industrije žarulja, početkom 20.st, prvi strojevi proizvodili su 10 žarulja u minuti (ručno je 4 radnika moglo izraditi oko 1200 žarulja dnevno), današnji oko 2000!

- pečena staklena pasta (pate de verre)

omiljena tehnika u doba secesije

## Osnovne vrste stakla
Natrij kalcijevo staklo je najčešći i najjeftiniji oblik stakla. Obično sadrži 60-75% silicija, 12-18% sode, 5-12% vapna. 
Olovno staklo ima visok postotak olovnog oksida (najmanje 20% ).Relativno meko, no s visokim indeksom loma svjetlosti, pogodno za brušenje. Industrijski ga je počeo proizvoditi George Ravenscroft u Engleskoj u 17. stoljeću. No, treba istaknuti da je stakala s olovnim oksidom bilo već od početaka staklarstva.
Borosilikatno staklo je vrsta silikatnog stakla, ima najmanje 5% bor-oksida u svom sastavu. Najčešće korišteno za žarulje te laboratorijski i kuhinjski pribor. Otporno na kemikalije, te termičke šokove. Izumio ga je Nijemac Otto Schott 1893. Američko Pyrex staklo također je do 1940. bilo na bazi borosilikatnog stakla, kasnije su se pojavili i proizvodi od kaljenog natrij kalcijevog stakla.
Aluminosilikatno staklo u sastavu ima aluminij oksid. Još je otpornije od borosilikatnog stakla.
96-postotno silicijevo staklo vrsta je borosilikatnog stakla, rastopljena i formirana konvencionalnim sredstvima, a zatim obrađena uklanjanjem gotovo svih ne-silikatnih elemenata. Otporno na temperature do 900 C.
Staklo od rastopljenog silicija najteže je za proizvodnju te vrlo skupo. Izdrži temperature do 1200 C.

## Osnovne tehnike ukrašavanja površine stakla
- brušenje
- graviranje
- jetkanje
- pozlata i posrebrenje
- emajliranje
- lister

## Propadanje staklenih predmeta
Osim čisto fizičkih uzroka staklo je podložno i koroziji odnosno propadanju zbog reakcije s okolišem u kojem se nalazi. U principu što je staklo siromašnije silicijem to lakše propada.

## Konzervacija staklenih predmeta

### Povijesni predmeti

#### Dokumentiranje zatečenog stanja
Ovdje se podrazumijeva prije svega pisana i fotografska dokumentacija stanja predmeta prije zahvata, no također je potrebno temeljito dokumentirati i sve zahvate i materijale korištene tijekom rada na predmetu. Sastavni dio dokumentacije moraju biti i izviješća o eventualnim znanstvenim ispitivanjima provedenim na predmetu, kao i preporuka za daljnje čuvanje predmeta.

#### Donošenje odluka o potrebi, opsegu te posljedicama zahvata
Ovo promišljanje moralo bi biti interdisciplinarno, te bi trebalo uključivati barem povjesničara umjetnosti ili arheologa, znanstvenika koji se bavi propadanjem stakla, te samog konzervatora restauratora.

#### Čišćenje
U principu bi za čišćenje trebalo koristiti samo destiliranu vodu, bez ikakvih dodataka, eventualno se može koristiti i mješavina vode i etanola (1/1), te otopina od 90 dijelova destilirane vode, 9 dijelova etilnog alkohola i 1 dijela amonijaka (25%).

#### Uklanjanje starih restauracija
Kod najlakših slučajeva dovoljno je predmete uroniti u vruću vodu. U težim slučajevima moramo koristiti razna otapala zavisno o korištenom ljepilu. Najteže se uklanjaju ljepila na bazi epoksida i poliestera, za njih koristimo 15% otopinu benzolsulfokiseline u dimetilformamidu. Kako se radi o prilično otrovnoj mješavini, postupak treba izvoditi u digestoru.

#### Lijepljenje dijelova
Za lijepljenje se danas najviše koriste dvokomponentna epoksidna i cijanoakrilatna ljepila koja vežu pod utjecajem UV svjetla. Dijelovi koje lijepimo moraju biti potpuno i temeljito očišćeni od bilo kakove nečistoće i masnoća. Kao najpoznatije proizvode koji se koriste u ovu svrhu navedimo dvokomponentno ljepilo Araldit 2020 te pod UV zračenjem vežuće ljepilo Conloc. Poznati su proizvodi i Hxtal NYL-1, Fynebond, te EPO-TEK 301-2. Kod problematičnih predmeta mogu se koristiti i ojačanja od stakla ili prozirne plastike.

#### Izrada rekonstrukcija
Araldit 2020 može se koristiti i za lijevanje nedostajućih dijelova. Za lijev koristimo gipsane, voštane ili silikonske kalupe.
Po najnovijim izvorima ploče izlijane od Paraloida B-72 također se mogu koristi kod izrade rekonstrukcija. Po kasnijim istraživanjima mješavina Paraloida B 72 i B 48 N ponaša se bolje od samog B 72 (  2: 1 otopina B-72: B-48N /30% u acetonu/).
Kod rekonstrukcija na emajliranom staklu eventualno bi se moglo koristiti i inkjet-printerom izrađene preslikače kao rekonstrukcije.

### Arheološki predmeti

#### Dokumentiranje zatečenog stanja
U principu jednako je onom navedenom kod povijesnih predmeta, no u ovom slučaju dokumentacija bi morala sadržavati i podatke o vrsti tla u kojem je predmet nađen, te eventualne primjedbe vezane uz iskapanje predmeta. Kod nalaza iz slatke ili slane vode podatci o dubini vode gdje je predmet nađen, odnosno prozračenost iste te smjer i jakost vodenih struja kao i eventualna prisutnost makro- i mikroskopskih organizama poželjni su dio dokumentacije.

#### Donošenje odluka o potrebi, opsegu, te posljedicama zahvata
U pricipu je isto kao kod povijesnih predmeta, no poželjno je i učešće arheologa upoznatog s osnovama konzervacije arheoloških predmeta od stakla.

#### Odsoljavanje
Predmete možemo odsoljavati bilo u stajaćoj vodi, bilo u vodi koju povremeno miješamo te u kontinuirano tekućoj vodi.Pri ovome postupku   obavezno koristimo konduktometar.Eventualno se može koristiti i srebro nitratni test na kloride.

#### Uklanjanje vapnenastih naslaga
Vapnenaste naslage najjednostavnije i najčešće uklanjamo 10 % solnom kiselinom.Možemo koristiti i znatno blaže i manje štetne kiseline poput octa i limunske kiseline.

#### Uklanjanje starih restauracija
Jednako kao i kod povijesnih predmeta,no uranjanje u vrelu vodu nikako ne koristimo.

#### Čišćenje
Koristimo pažljivo mehaničko čišćenje,te čišćenje destiliranom vodom .Kemijsko čišćenje dolazi u obzira samo nakon dobrog promišljanja o kratkoročnim i dugoročnim   posljedicama istog.

#### Konsolidacija
Kod površinski i dubinski prokoridaranih staklenih predmeta iste je potrebno   površinski učvrstiti ,te ih slojem laka izolirati od   vanjskih utjecaja.Najjednostavnije sredstvo za konsolidaciju jest otopina Paraloida B 72 u acetonu.

#### Lijepljenje
Iako bi kod arheološkog stakla trebalo prednost dati reverzibilnim materijalima ljepila navedena pod povijesnim predmetima i ovdje dominiraju.Kao primjer reverzibilnog materijala navedimo ugušćenu otopinu Paraloida B 72.

#### Izrada rekonstrukcija
Kao i kod povijesnih predmeta - možemo koristiti Araldit 2020.
Po najnovijim izvorima svjetski poznat i priznat restaurator Stephen Koob iz Corning muzeja stakla počeo je za rekonstrukcije koristiti ploče lijevane od Paraloida B-72.Po kasnijim istraživanjima mješavina Paraloida B 72 i B 48 N ponaša se   bolje od samog B 72 (  2: 1 otopina B-72: B-48N /30% u acetonu/).

## Čuvanje staklenih predmeta
Noviji stakleni predmeti u principu nisu osjetljivi na prevelike oscilacije vlažnosti zraka,no kod onih arheološkog podrijetla previsoka bi vlažnost zraka(više od 40%) uvelike doprinosila daljnjem propadanju predmeta.Predmete treba čuvati od zagađenog zraka i prašine te UV zračenja.S predmetima rukovati u lateks ili polietilenskim rukavicama!Što češće kontrolirati stanje predmeta,posebice arheoloških!

## Školovanje konzervatora restauratora stakla u Hrvatskoj
Kod nas specijalističko školovanje za konzervatora restauratora stakla trenutačno ne postoji,no konzerviranje arheološkog staklenog materijala predaje se u sklopu studija konzervacije arheoloških predmeta na Umjetničkoj akademiji u Splitu(od 2012.).

## Zakonska regulativa i zaštita prava konzervatora restauratora
Ako izuzmemo opće zakonske akte rad konzervatorsko-restauratorske službe u Hrvatskoj ,pa i restauratora staklenih predmeta danas prije svega određuju sljedeći propisi:
Za restauratore i restauratore tehničare koji rade u Hrvatskom restauratorskom zavodu,Hrvatskom državnom arhivu,Nacionalnoj i sveučilišnoj knjižnici,te samostalno,odnosno za restauratore i preparatore koji rade u muzejima:
- Pravilnik o stručnim zvanjima za obavljanje poslova na zaštiti i očuvanju kulturnih dobara te uvjetima i načinu njihova stjecanja (NN 104/19)

- Pravilnik o uvjetima za dobivanje dopuštenja za obavljanje poslova na zaštiti i očuvanju kulturnih dobara (NN 98/18)

## Slobodni software uporabiv u konzervaciji restauraciji staklenih predmeta
- Fragment Reassembler,slobodni software za   prepoznavanje dijelova i sastavljanje fragmentiranih predmeta[6]
- Besplatni američki program za vodenje restauratorske dokumentacije[7]
- ACORN (A COnservation Records Network) ,besplatno američko web bazirano radno okružje za dokumentiranje konzervatorsko restauratorskih zahvata  Arhivirana inačica izvorne stranice od 7. listopada 2017. (Wayback Machine)
- Besplatni operativni sustavi: sve Linux distribucije (npr. Debian, Ubuntu, Fedora ,Slackware,Puppy Linux...)
- Besplatne alternative Microsoft Word(R)-u: OpenOffice.org,LibreOffice, AbiWord
- Uređivanje fotografija:GIMP, VIPS,[8] ImageJ
- Slobodni preglednici slika:GQview, Xnview,IrfanView
- Stolno izdavaštvo, izrada plakatnih prezentacija: Scribus

## Vanjske poveznice vezane za konzervaciju stakla u svijetu
- ICOM-CC Glass and Ceramics Working group
- Corning museum of glass
- The Association for The History of Glass
- Conservation of Glass  Arhivirana inačica izvorne stranice od 3. prosinca 2014. (Wayback Machine)
- A conservation of 17th century archaeological glass,MA teza
- KONSERVIERUNG EINES FIGURALEN GLASBECHERS DER SAMMLUNG DES INSTITUTS FÜR KLASSISCHE ARCHÄOLOGIE DER UNIVERSITÄT WIEN  Arhivirana inačica izvorne stranice od 18. siječnja 2012. (Wayback Machine)
- Die restauratorische und konservatorische Neubearbeitung eines römischen Amphoriskos aus Glas,diplomarbeit ,S.Bretzel 2005.  Arhivirana inačica izvorne stranice od 29. rujna 2015. (Wayback Machine)
- Coutinho,I.A.R. Resinas epoxídicas - estudos de envelhecimento acelerado e sua aplicação em conservação e restauro de vidro
- Chemical Stabilisation of Weathered Glass Surfaces  Arhivirana inačica izvorne stranice od 3. studenoga 2011. (Wayback Machine)
- Haegele,J. Fragen und Problemen des Klebens von Archaeologischen Glasern[neaktivna poveznica]
- Der Verwenung reaktiver Acrylatklebstoffe zur Klebung archaeologischer Glaeser  Arhivirana inačica izvorne stranice od 29. rujna 2015. (Wayback Machine)
- The conservation of wet medieval window glass
- REVERSIBLE FILLS FOR TRANSPARENT AND TRANSLUCENT MATERIALS
- An Old Material, a New Technique: Casting Paraloid B-72 for Filling Losses in Glass[neaktivna poveznica]
- Cuestiones de criterio en la intevencion sobre vidrio arqueologico
- López,E. Estudio analitico y desarrollo de metodos de Intervención conservativa vidrio arqueologico,Valencia 1999.,PhD teza
- Lovell,A. Glass bead deterioration of etnographic objects:Identification,prevention and treatment  Arhivirana inačica izvorne stranice od 4. ožujka 2016. (Wayback Machine)
- Care of objects decorated with glass beads  Arhivirana inačica izvorne stranice od 17. siječnja 2017. (Wayback Machine)
- RECENT ADVANCES IN GLASS,STAINED-GLASS, AND CERAMICS CONSERVATION 2013   Arhivirana inačica izvorne stranice od 12. studenoga 2019. (Wayback Machine)
- Contribution à la compréhension des mécanismes de l'altération atmosphérique des verres et étude d'un traitement de protection à base de sels de zinc. Application à la conservation des objets en verre du patrimoine culturel.

## Vanjske poveznice o konzervaciji stakla u Hrvatskoj
- Šime Perović:Konzervacija antičkog stakla u Zadru uzdignuta je na jedan viši nivo
- Donelli,I. Rekonstrukcija triju kasnoantičkih staklenih balzamarija s lokaliteta "Dobrić" iz Trogira  Arhivirana inačica izvorne stranice od 26. kolovoza 2014. (Wayback Machine)
- IVO DONELLI REKONSTRUKCIJA STAKLENIH ČAŠA S BRIBIRA
- Muzej antičkog stakla,Zadar
- Ika Prpa-Stojanac Rekonstrukcija staklenoga tanjura iz Salone

## Video zapisi vezani uz konzervaciju stakla
- 60 Years - Glass Conservation
- Ancient Glass Restoration
- Prunted Beaker Restoration - Part One
- Prunted Beaker Restoration - Part Two
- Glass Conservation: The Blaschka Marine Invertebrate Glass Models
- Restauración de materiales arqueológicos: el vidrio
- How to pack glass/ Corning Museum
- Glass from conservators perspective/Corning Museum